# Wendy Padbury
Wendy Padbury (Warwickshire, 7 dicembre 1947) è un'attrice britannica.

## Biografia
Prima di diventare attrice, sognava di diventare ballerina, ma dovette rinunciare a causa dei piedi piatti. Durante i corsi di recitazione coltivò una grande passione per il cinema e la tv, entrando in profonda empatia con il mondo dello spettacolo. Il suo ruolo più noto è quello di Zoe Heriot nella nota serie fantascientifica Doctor Who. Sposata dal 1974 al 1987 con Melvin Hayes, ha avuto due figlie, Joanna, nata nel 1974 e Charlotte, nata nel 1977.

## Filmografia

### Cinema
- L'errore di vivere (1967)
- La pelle di Satana (1971)

### Televisione
- Crossroads – soap opera, 59 puntate (1964-1966)
- Doctor Who – serie TV (1968-1983)
- Z Cars – serie TV (1971)
- Freewheelers – serie TV (1971-1973)
- Crown Court – serie TV (1974)
- SuperTed – serie TV animata, voce di Blotch (1982)
- Valle di luna (Emmerdale) – serie TV (1987)
- Metropolitan Police – serie TV (1991)